# Municipio de Waterloo (Dakota del Norte)
El municipio de Waterloo (en inglés: Waterloo Township) es un municipio ubicado en el condado de Cavalier en el estado estadounidense de Dakota del Norte. En el año 2010 tenía una población de 36 habitantes y una densidad poblacional de 0,39 personas por km².

## Geografía
El municipio de Waterloo se encuentra ubicado en las coordenadas 48°45′15″N 98°31′47″O / 48.75417, -98.52972. Según la Oficina del Censo de los Estados Unidos, el municipio tiene una superficie total de 93.18 km², de la cual 91,53 km² corresponden a tierra firme y (1,76 %) 1,64 km² es agua.

## Demografía
Según el censo de 2010, había 36 personas residiendo en el municipio de Waterloo. La densidad de población era de 0,39 hab./km². De los 36 habitantes, el municipio de Waterloo estaba compuesto por el 100 % blancos. Del total de la población el 0 % eran hispanos o latinos de cualquier raza.